# Jaume Roset i Llobet
Jaume Rosset i Llobet (Sant Pere de Terrassa, 1964) és un metge català llicenciat i doctorat en Medicina i Cirurgia. És especialista en Medicina de l'Educació Física i l'Esport i en Cirurgia Ortopèdica i Traumatologia. Va ser el creador i el responsable de la Unitat Medicoquirúrgica de l'Art i de Traumatologia de l'Esport a l'Hospital General de Manresa, impulsor i director mèdic de l'Institut de Fisiologia i Medicina de l'Art de Terrassa i director de la Fundació Ciència i Art. També és un casteller membre de la colla dels Minyons de Terrassa i ha estat el director científic i mèdic de la Coordinadora de Colles Castelleres de Catalunya, fins al 2012.

## Biografia
Els seus primers contactes amb els castells van ser a Vilafranca del Penedès amb un amic del seu pare, amb qui havien sigut companys de servei militar a Ceuta, i que formava part dels Castellers de Vilafranca.
Va llicenciar-se en Medicina i Cirurgia a la Universitat Autònoma de Barcelona i més tard va especialitzar-se en Medicina de l'Educació Física i l'Esport i en Cirurgia Ortopèdica i Traumatologia. Es va doctorar amb la tesi Aproximació a la fisiologia del casteller. Postgrau en Divulgació Científica. A principis dels anys noranta, va ser un dels fundadors de la Unitat Medicoquirúrgica de l'Art de l'Hospital de Manresa, dedicada a prevenir i corregir les patologies dels músics.
El 1992 va entrar a la colla castellera dels Minyons de Terrassa on, ben aviat, va fer convergir la seva afició als castells i la seva curiositat per la ciència. El 1994 hi va dirigir el Programa Individual d'Acondicionament Físic, en el qual hi participaren 60 minyons. L'objectiu del programa era l'estudi de la prevenció de lesions durant la pràctica castellera i es va realitzar juntament amb el preparador físic Francesc Cos i amb el suport del Centre d'Alt Rendiment (CAR) de Sant Cugat del Vallès i l'Hospital General de Manresa. El 1994 va impulsar i coordinar les primeres Jornades de Prevenció de Lesions en el Casteller i el 1996, també ho fa amb la Jornada de Ciència i Castells, emmarcada dins la Setmana de la Ciència a Catalunya. Les jornades de prevenció de lesions han mantingut la seva continuïtat fins a l'actualitat. El 1996, juntament amb Jaume Castelló Ricomà, membre dels Bordegassos de Vilanova, va participar en la fundació del grup "Foment de la Ciència i la Salut en el Món Casteller" del qual en va ser el president fins al 2009. Des del 2006 esdevé el Director Científic i Mèdic de la Coordinadora de Colles Castelleres de Catalunya. Aquest càrrec l'ha portat a endegar i dirigir projectes com el de desenvolupament i validació d'un casc per a la canalla (enxaneta i acotxador), i més tard del casc per als dosos, que actualment fan servir els membres del pom de dalt.
El 2007, a la primera edició de La Nit de Castells, acte organitzat per la revista Castells a la ciutat de Valls, se li va concedir el Premi Castells a una Trajectòria Castellera per la seva aportació als castells en assumptes de prevenció de lesions i millora del rendiment, i haver fet nombrosos estudis científics sobre el fet casteller.

### Món casteller
- Prevenció de lesions en els castellers, Codipre Arts Gràfiques (1994)[9]
- Manual de supervivència del casteller. La ciència al servei de les torres humanes, Col·lecció L'Aixecador 6, Cossetània Edicions (2000)[9]
- Aproximació a la fisiologia del casteller, Universitat de Barcelona. Publicacions i Edicions (2001)[9]
- Jornades de prevenció de lesions en el món casteller (1994‐2007). Resum de les ponències., amb Jordi Tarragó i Sancho, Col·lecció L'Aixecador 17, Cossetània Edicions (2008)[9]

### Medicina de l'art
- A tono: ejercicios para mejorar el rendimiento del músico, amb Sílvia Fàbregas i Molas, Ed. Paidotribo (2005) (en castellà)[12]
- El cuerpo del músico. Manual de mantenimiento para un máximo rendimiento, amb George Odam, Ed. Paidotribo (2010) (en castellà)[13][14]
- Musician's Dystonia. A practical manual to understand and take care of the disorder that affect the ability to play music, amb Sílvia Fàbregas i Molas, Ed. Panamir (2011) (en anglès), Ed. Alexitère (2012) (en francès)